# Гетто в Святой Воле
Гетто в Свято́й Во́ле (лето 1941 — март 1942) — еврейское гетто, место принудительного переселения евреев деревни Святая Воля Ивацевичского района Брестской области и близлежащих населённых пунктов в процессе преследования и уничтожения евреев во время оккупации территории Белоруссии войсками нацистской Германии в период Второй мировой войны.

## Оккупация Святой Воли и создание гетто
Деревня Святая Воля была захвачена немецкими войсками в конце июня 1941 года, и оккупация продлилась более трёх лет — почти до середины июля 1944 года.
Реализуя нацистскую программу уничтожения евреев, немцы создавали гетто почти во всех городах и населённых пунктах Беларуси, где проживало еврейское население. Так и в Святой Воле оккупанты организовали гетто. Узников использовали на самых тяжёлых принудительных работах, выдавая на весь день только по 200 граммов хлеба на работающего.

## Уничтожение гетто
В августе 1941 года были убиты 440 узников.
В марте 1942 во время последней «акции» (таким эвфемизмом нацисты называли организованные ими массовые убийства) гетто было окончательно уничтожено, несколько сотен (325, 375, 440, 800) евреев были вывезены в урочище Завирье, расстреляны и закопаны в 4 могилах. Многих детей закопали живыми.

## Организаторы и исполнители убийств
Ответственными за организацию и проведение массовых убийств в бывшем Телеханском районе, в состав которого в то время входила Святая Воля, районная комиссия ЧГК признала:
- зондерфюреры Кетлер, Рипер, Фребель, Шальтен, Лаврин, Филькен;
- коменданты жандармерии: Коваль Ганс, Шнайдер, Хазе Ото, Перганде;
- жандармы: убийца Вудич Ото, Запельман, Шузенгайм Роберт, Гавендо, Липшен, Галенки, Карл Ото;
- переводчик: Николай Цинк.

## Память
Опубликованы неполные общие списки жертв геноцида евреев в Телеханском районе без указания конкретных деревень.
25 июля 2011 года на месте массового убийства евреев в Святой Воле состоялось открытие отреставрированного памятника.

## Комментарии
1. ↑  Из официально подтвержденных сведений в надписи на памятнике